# Ouida
Ouida (1 de enero de 1839 – 25 de enero de 1908) fue el pseudónimo de la novelista inglesa Marie Louise Ramé (aunque ella prefería que la conocieran como Marie Louise de la Ramée).

## Biografía
Ramé nació en Bury St. Edmunds, Inglaterra, de padre francés y madre inglesa. Hizo derivar su pseudónimo, Ouida, de la propia pronunciación infantil de su nombre "Louise".
La valoración que hace de su lugar de nacimiento fluctúa. En uno de sus libros afirma: 

Ese pueblo tranquilo, limpio y anticuado, que siempre me hace pensar en una vieja doncella vestida para una fiesta; el más bajo y triste de los distritos, donde las calles están llenas de hierba como un acre de pastizales. Los habitantes se ven obligados a tocar sus propios timbres para que no se oxiden por falta de uso.

Durante su carrera, escribió más de 40 novelas, libros de niños y colecciones de relatos cortos. Fue una activista de los derechos de los animales, y tuvo más de treinta perros a la vez. Durante muchos años vivió en Londres, pero en 1874 se marchó a Italia, donde murió.
La obra de Ouida pasó por distintas fases durante su carrera. En un primer período, sus novelas eran sensacionalistas aventuras románticas, muy en boga durante mediados de siglo XIX. Más tarde su trabajo se centró en los romances históricos, aunque nunca dejó de comentar la sociedad contemporánea. También escribió historias para niños, siendo una de sus novelas más famosas Bajo dos banderas, donde describía a los británicos en Argelia en los más extravagantes términos, mientras mostraba más simpatía por los franceses, con quien Ouida se sentía profundamente identificada, y lo mismo en cuanto a los árabes. Este libro fue llevado a la escena y dio origen a tres películas durante el siglo XX.
Era físicamente de pequeña estatura y con voz cortante como un cuchillo, en sus primeros años se adornaba con coloridos vestidos con flores, con los cuales aparecía en el hotel Langham con soldados, políticos, literatos y artistas. Convencida de su propia habilidad para influir en la política a través de la combinación de tretas femeninas y brillantes estrategias, mediante sugerencias que realizaba a sus famosos visitantes al oído, que al parecer ellos, al menos en apariencia, tomaban en serio. La heroína de otra de sus más famosas novelas fue Idalia, que ella decía haber escrito a los 16 años, y protagonizada por una rebelde e ingenua independentista italiana. Más tarde, mientras vivió en Francia e Italia, Ouida continuó reuniéndose con personas influyentes, tanto locales como expatriados.
Ouida se consideraba a sí misma como una artista seria, en comparación con los escritores populares de su época. Se inspiraba en Byron en particular, y estaba interesada también en todo tipo de artistas. Un simpático retrato de pintores y cantantes llenó sus últimas novelas. Su trabajo combinaba romanticismo y dramatismo. Sin embargo, en Puck muestra su punto de vista de la sociedad a través de un perro que habla. Ouida escribió también un ensayo sobre la variedad y los tópicos de la sociedad de su tiempo, titulado Vistas y opciones.
Aunque sus obras fueron exitosas, no invirtió bien su dinero y murió pobremente el 25 de enero de 1908 en Viareggio, Italia. Está enterrada en el cementerio inglés de Bagni di Lucca. A su muerte, su público y sus suscriptores erigieron una fuente para perros y caballos en Bury St. Edmunds. con una inscripción escrita por Lord Curzon:

Her friends have erected this fountain in the place of her birth. Here may God's creatures whom she loved assuage her tender soul as they drink.

## Bibliografía

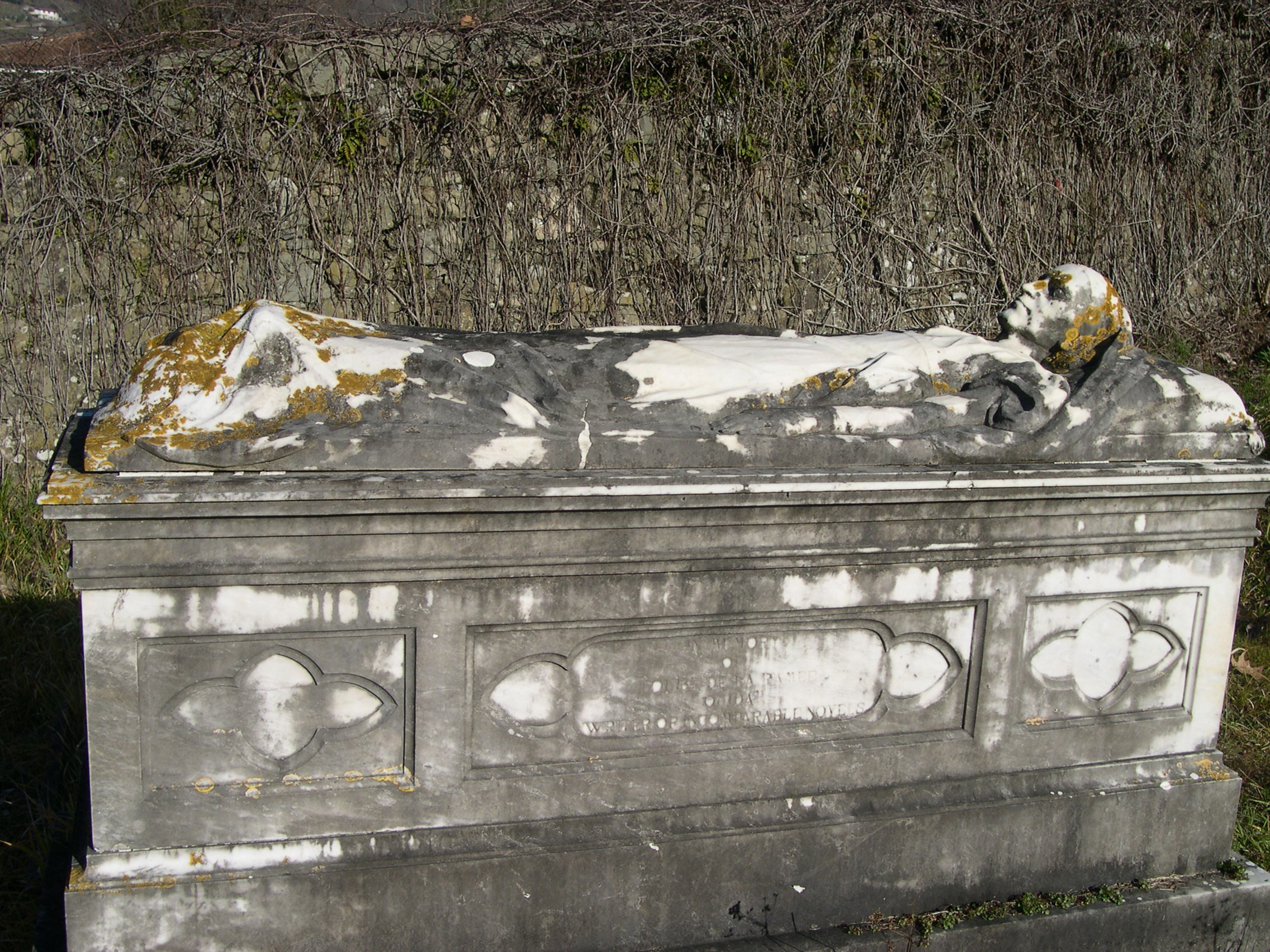
Tomb of Ouida in Bagni di Lucca's English cemetery.

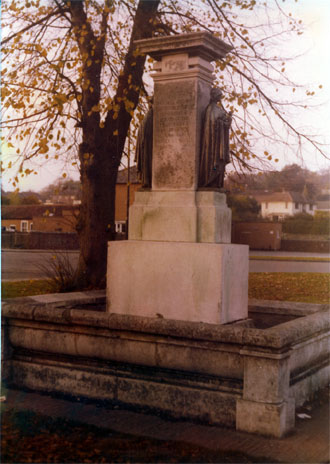
Ouida Memorial.